# Кальво, Кармен
Ка́рмен Ка́льво Пойя́то (исп. Carmen Calvo Poyato; род. 9 июня 1957, Кабра) — испанский политический и государственный деятель. Член ИСРП. В прошлом — министр по делам кабинета министров, вопросам отношений с Генеральными Кортесами и демократической памяти (2020—2021), первый заместитель председателя правительства Испании (2018—2021), министр по делам равенства (2018—2020), министр культуры Испании (2004—2007).

## Биография
Родилась 9 июня 1957 года в Кабре.
Старший брат Кармен — Хосе Кальво Пойято (José Calvo Poyato; род. 1951) — историк, писатель и также политик, в 1991—2000 годах занимал должность мэра родного города Кабры. 
Кармен Кальво Пойято изучала юриспруденцию в Севильском университете, а также в Кордовском университете, где получила учёную степень в области конституционного права. В 1995—2004 годах она работала в региональном правительстве Андалусии под руководством Мануэля Чавеса Гонсалеса.
На парламентских выборах 2004 года Кармен Кальво была избрана депутатом нижней палаты испанского парламента от Кордовы и впоследствии была назначена министром культуры в новое правительство Сапатеро. На должности министра культуры Кармен Кальво запомнилась решительной борьбой за соблюдение авторских прав. В 2005 году её ведомство потратило около одного миллиона евро на образовательную кампанию, разъяснявшую значение интеллектуальной собственности. Тем не менее, она также подвергалась критике со стороны музыкальной индустрии за своё высказывание о том, что интеллектуальная собственность «не является абсолютным правом».
7 июня 2018 года назначена первым заместителем председателя правительства и министром по делам равенства в кабинете Санчеса. Сохранила пост первого вице-премьера во втором кабинете Санчеса, занимала должность до 12 июля 2021 года. 13 января 2020 года стала министром по делам кабинета министров, вопросам отношений с Генеральными кортесами и демократической памяти.
Покинула правительство 12 июля 2021 года из-за разногласий с министром равенства Ирене Монтеро.